# Championnats du monde de kayak-polo 2000
Navigation
Édition précédente Édition suivante
Les championnats du monde de kayak-polo de 2000 se sont déroulés du 1er au 10 juillet à São Paulo, au Brésil.

## Résultats
| Catégorie     | Médaille d'or   | Médaille d'argent | Médaille de bronze |
| ------------- | --------------- | ----------------- | ------------------ |
| Sénior Hommes | Grande-Bretagne | Pays-Bas          | Allemagne          |
| Sénior Dames  | Allemagne       | Grande-Bretagne   | France             |